# 1842 en musique classique
| \| • Retour à la chronologie générale de la musique classique • \| |
| Grèce • Rome • Haut Moyen Âge • VIIIe siècle • IXe siècle • Xe siècle • XIe siècle XIIe siècle • XIIIe siècle • XIVe siècle • XVe siècle • XVIe siècle • XVIIe siècle XVIIIe siècle • XIXe siècle • XXe siècle • XXIe siècle |
| • Retour à la chronologie générale de la musique classique • |

| Années en musique classique : 1839 - 1840 - 1841 - 1842 - 1843 - 1844 - 1845    |
| Décennies en musique classique : 1810 - 1820 - 1830 - 1840 - 1850 - 1860 - 1870 |

## Événements
- 7 janvier : Stabat Mater de Gioachino Rossini exécuté à Paris, salle Ventadour.
- 3 mars : Symphonie no 3 en la mineur « Écossaise », de Mendelssohn, créée à Leipzig sous la direction du compositeur.
- 9 mars : Nabucco, opéra de Verdi, créé à la Scala de Milan.
- 19 mai : Linda di Chamounix, opéra de Gaetano Donizetti, créé à Vienne au Kärntnertortheater.
- 20 octobre : Rienzi, der letzte der Tribunen, opéra de Wagner, créé à Dresde, sous la direction de Reissiger.
- 17 novembre : présentation de Linda di Chamounix au Théâtre-Italien à Paris, avec de légères modifications.
- 7 décembre : Concert inaugural de l'Orchestre philharmonique de New York avec la 5e symphonie de Beethoven.
- 9 décembre : Rouslan et Ludmila, opéra de Mikhaïl Glinka, d'après le poème narratif de Pouchkine du même nom, créé au Théâtre Mariinsky à Saint-Pétersbourg.
- 31 décembre : Der Wildschütz, opéra d'Albert Lortzing, créé à Leipzig.

Date indéterminée
- Composition de la Polonaise héroïque de Frédéric Chopin.
- Composition des Trois quatuors à corde op. 41 de Robert Schumann.
- Composition du Quintette avec piano op. 44, de Robert Schumann.
- Composition du Quatuor avec piano, op. 47. de Robert Schumann.

## Naissances

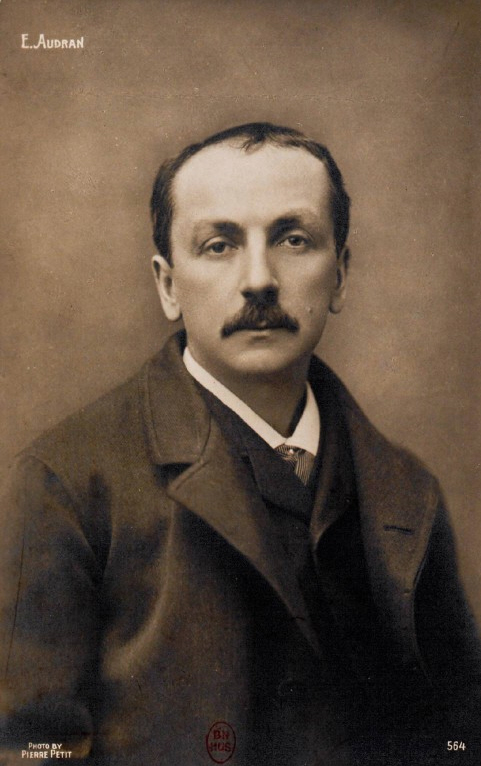
Edmond Audran

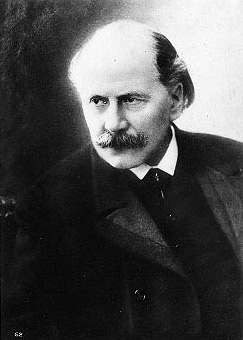
Jules Massenet

- 3 janvier : Hermine Bovet, pianiste, compositrice et professeure de musique allemande.
- 11 janvier : Hugues Imbert, critique musical et musicographe français († 15 janvier 1905).
- 13 janvier : Firmin Bernicat, compositeur français († 5 mars 1883).
- 22 janvier : Henri Maréchal, compositeur français († 12 mai 1924).
- 14 février : Henri Kling, corniste et compositeur français († 2 mai 1918).
- 24 février : Arrigo Boito, compositeur, romancier et poète italien († 10 juin 1918).
- 22 mars : Mykola Lyssenko, compositeur, pianiste, chef d'orchestre et ethnomusicologue ukrainien († 6 novembre 1912).
- 11 avril : Edmond Audran, compositeur français († 17 août 1901).
- 26 avril : William Chaumet, compositeur français († 19 octobre 1903).
- 29 avril : Carl Millöcker, chef d'orchestre autrichien, compositeur d'opérettes († 31 décembre 1899).
- 1er mai : Janet Monach Patey, contralto anglaise († 28 février 1894).
- 5 mai : Johann Nepomuk Fuchs, compositeur et maître de chapelle autrichien († 15 octobre 1899).
- 12 mai : Jules Massenet, compositeur, français († 13 août 1912).
- 13 mai : Arthur Sullivan, compositeur britannique († 22 novembre 1900).
- 12 juin : Rikard Nordraak, compositeur norvégien († 20 mars 1866).
- 13 juin : Camille Urso, violoniste française († 20 janvier 1902).
- 19 juin : Carl Zeller, compositeur et juriste autrichien († 17 août 1898).
- 30 août : Alphonse Duvernoy, pianiste et compositeur français († 7 mars 1907).
- 3 septembre : Oliveria Prescott, compositrice et écrivain anglaise († 9 septembre 1919).
- 13 septembre : Ödön Mihalovich, compositeur Hongrois († 22 avril 1929).
- 13 octobre : Antonio Pasculli, hautboïste et compositeur italien († 23 février 1924).
- 6 novembre : Gustave Gagnon, organiste, pianiste, compositeur et professeur de musique québécois († 19 novembre 1930).
- 10 novembre : Gialdino Gialdini,  compositeur et chef d'orchestre italien († 6 mars 1919).
- 14 novembre : Henry Richard Bird, pianiste et organiste britannique († 21 novembre 1915).
- 7 décembre : Jules Grison, organiste et compositeur français († 19 juin 1896).
- 28 décembre : Calixa Lavallée, compositeur, chef d'orchestre, pianiste, organiste et pédagogue canadien-français († 21 janvier 1891).

## Décès

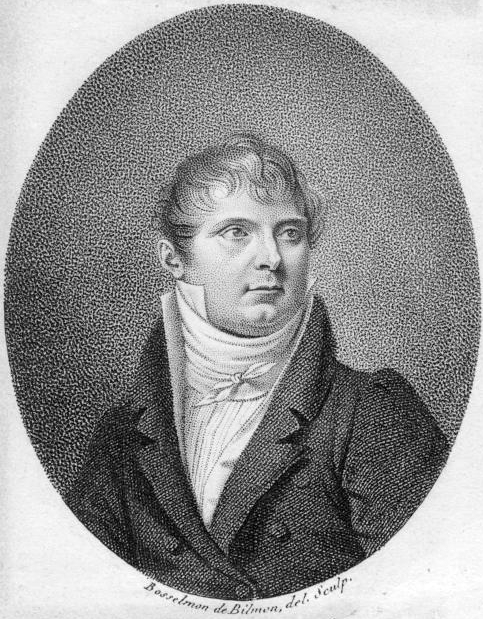
Jérôme-Joseph de Momigny

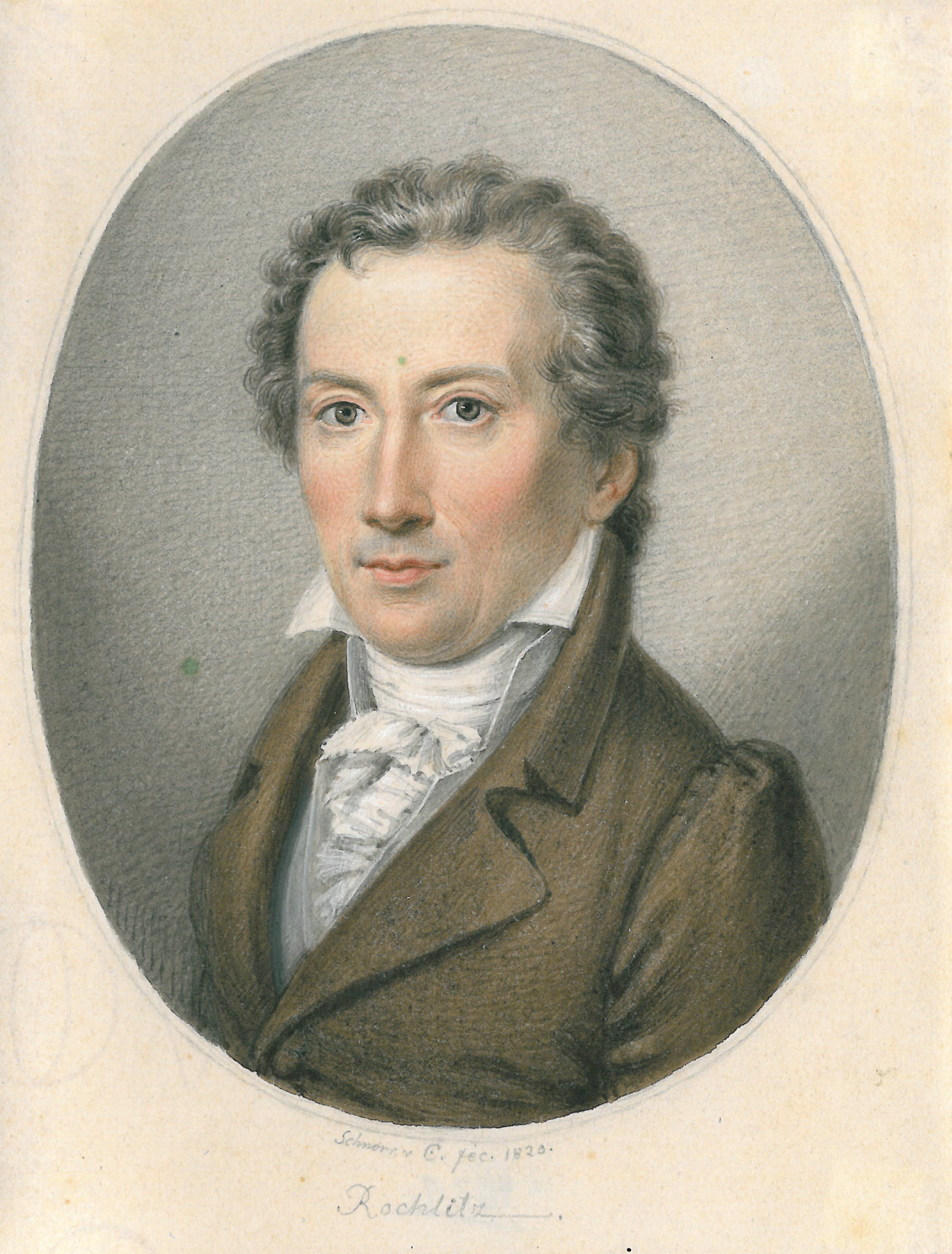
Johann Friedrich Rochlitz

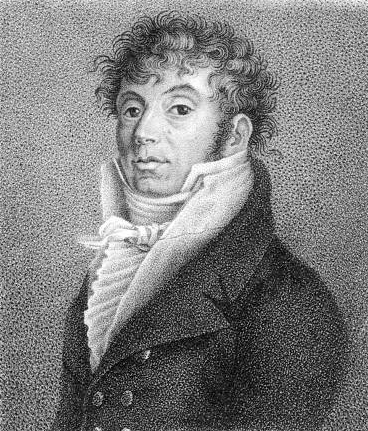
Giuseppe Nicolini

- 7 janvier : Joseph Czerny, pianiste, professeur de piano et compositeur autrichien (° 17 juin 1785).
- 21 février : Wojciech Żywny, pianiste, violoniste, compositeur et professeur tchèque (° 13 mai 1756).
- 6 mars : Constance Mozart, épouse de Wolfgang Amadeus Mozart (° 5 janvier 1762).
- 7 mars : Christian Theodor Weinlig, professeur de musique, compositeur, chef de chœur et Thomaskantor allemand (° 25 juillet 1780).
- 13 mars : Luigi Cherubini, compositeur italien (° 14 septembre 1760).
- 6 avril : Johann Anton André, éditeur de musique et compositeur allemand (° 6 octobre 1775).
- 24 avril : Jean-Nicolas Bouilly, écrivain, librettiste et auteur dramatique français (° 23 janvier 1763).
- 5 mai : Jean Elleviou, chanteur, comédien et librettiste français (° 2 novembre 1769).
- 4 juin : Georg Friedrich Treitschke, entomologiste et musicien allemand (° 29 août 1776).
- 20 juin : Michael Umlauf, compositeur, chef d'orchestre et violoniste autrichien (° 9 août 1781).
- 10 juillet : José Avelino Canongia, clarinettiste et compositeur portugais (° 10 novembre 1784).
- 18 août : João Domingos Bomtempo, compositeur, pianiste, hautboïste et pédagogue portugais (° 25 décembre 1775).
- 25 août : Jérôme-Joseph de Momigny, compositeur, musicologue, éditeur et homme politique français (° 20 janvier 1762).
- 15 septembre : Pierre Baillot, violoniste et compositeur français (° 1er octobre 1771).
- 20 septembre : Maria Flécheux, cantatrice française (° 1er août 1813).
- 8 octobre : Christoph Ernst Friedrich Weyse, compositeur et organiste danois (° 5 mars 1774).
- 3 novembre : Franz Clement, violoniste, pianiste et compositeur autrichien, chef d'orchestre au Theater an der Wien (° 18 novembre 1780).
- 14 novembre : Philipp Karl Hoffmann, pianiste et compositeur allemand (° 5 mars 1769).
- 24 novembre : Pehr Frigel, compositeur Suédois (° 2 septembre 1750).
- 2 décembre : Giacomo Gotifredo Ferrari, compositeur, professeur de chant et théoricien Italien (° 2 avril 1763).
- 16 décembre : Johann Friedrich Rochlitz, écrivain, librettiste, biographe et critique musical allemand (° 12 février 1769).
- 18 décembre : Giuseppe Nicolini, compositeur italien (° 29 janvier 1762).
- 25 décembre : Bedřich Diviš Weber (Friedrich Dionys (ou Dionysius) Weber), compositeur bohémien (° 9 octobre 1766).